# フランチェスカ・ルブラン

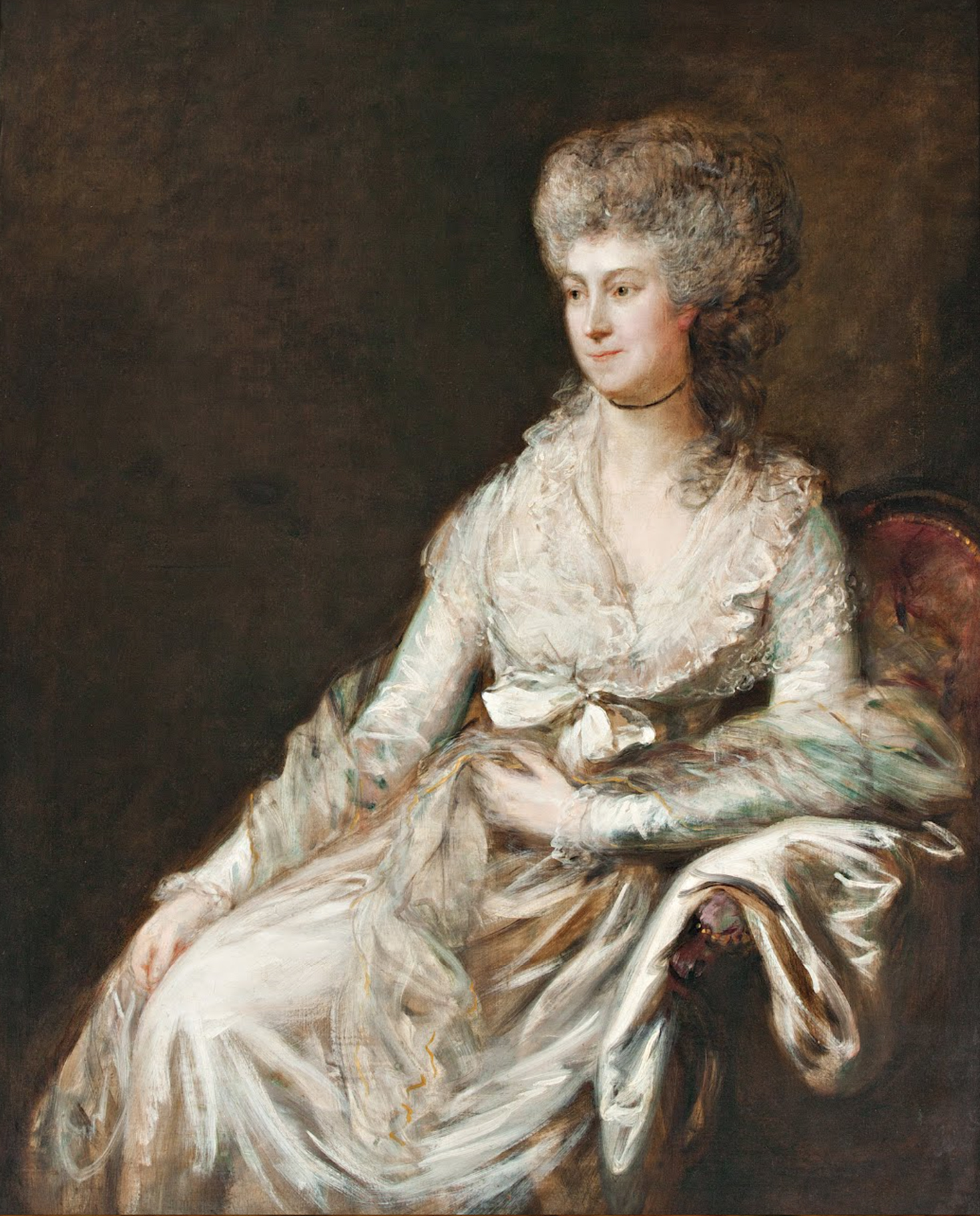
フランチェスカ・ルブランの肖像
トマス・ゲインズバラ作画

フランチェスカ・ルブラン（Francesca Lebrun）もしくはフランツィスカ・ドロテーア・ルブラン＝ダンツィ（Franziska Dorothea Lebrun-Danzi, 1756年3月24日 マンハイム - 1791年5月14日 ベルリン）は、18世紀の著名な声楽家にして女性作曲家。
ドイツ出身だが、イタリア人の音楽一家に生まれ、両親ならびに弟ともに音楽家として有名であった。彼女自身は、歌唱力と器用さゆえに引く手あまたのソプラノ歌手であり、イグナツ・ホルツバウアーやアントン・シュヴァイツァー、アントニオ・サリエリのような同時代の作曲家は、彼女を意図して、この上なく技巧がかった主役パートを書いている。またその多才さぶりは、舞台を越えて、作曲やクラヴィーア演奏においても発揮され、6つのヴァイオリン・ソナタやピアノ三重奏曲といった器楽曲を作曲した。

## 生涯
1756年3月に、マンハイム宮廷楽団の首席チェロ奏者のインノチェンツ・ダンツィを父親に、舞踏家のバルバラ・トエスキを母親にしてマンハイムに生れる。チェリストのフランツ・ダンツィとヴァイオリニストのヨハン・バプティスト・ダンツィはいずれも弟である。
16歳で公式に歌手活動に入り、翌年にはマンハイム宮廷歌劇場と契約を交わすが、初めてその舞台に立ったのが、1772年5月のフロリアン・レオポルト・ガスマンの《恋する職人（L'amore artigiano）》だったのか、それとも（「宮廷歌手」の称号を射止めた）アントニオ・サッキーニの《宮廷の田舎娘（La Contadina in Corte）》の主役だったのかは、今なお議論が続いている。それから4年間をマンハイム宮廷歌劇場で過ごし、その間に数々の新作オペラの初演に加わった。たとえば次のようなものが知られている。
- シュヴァイツァーの《アルチェステ》におけるパルテニア役（1775年シュヴェツィンゲン初演）
- ホルツバウアーの《ギュンター・フォン・シュヴァルツブルク》におけるアンナ役（1777年）

このうち後者は、フランチェスカの声に合わせて作曲された。
21歳でロンドンに客演し、ヨハン・クリスティアン・バッハやサッキーニのオペラ4作品に出演している。
1778年に、マンハイム宮廷楽団のオーボエのヴィルトゥオーソで作曲家の、ルートヴィヒ・アウグスト・ルブランと結婚し、夫婦で演奏旅行に出向く。同年夏にイタリアで演奏旅行を行なった後、1779年の春にはパリのコンセール・スピリテュエルにおいて、協奏交響曲の独奏パートにイタリア語の歌詞を付けたものを歌い上げ、聴衆を震撼させた。1780年には、自作のヴァイオリン助奏つきのピアノ曲を出版している。 
著名なソプラノ歌手として、ヨーロッパ中の主要な歌劇場や演奏会場の舞台に立ち、とりわけイングランドやドイツ、イタリアで大評判をとった。1778年8月3日のミラノ・スカラ座のこけら落としにおいて、サリエリの歌劇《（Europa Riconosciuta）》の主役を歌っている。1779年から1781年にかけて夫とともにロンドンに住み、この間にキングスシアターに出演している。1780年には著名なイギリスの画家トマス・ゲインズバラが彼女の肖像画を描いた。
この時期フランチェスカは家族にも恵まれ、ロンドン滞在中の1781年6月に長女ゾフィーを、1783年にはミュンヘンで次女ロジーネを出産した。1785年には夫婦でヨーロッパ各地へ演奏旅行を再開し、ナポリとベルリンの公演に参加した後、ロンドンで夫ルートヴィヒが急死する。彼女自身もそれから5か月後に、35歳で亡くなったため、夫の死後に舞台に立ったのは2回きりであった。遺児たちのうち、ゾフィー・デュルケン（Sophie Dülken, 1781年～1815年以後）はピアニストおよび作曲家として、ロジーネ・ルブラン（1783年～1855年）はミュンヘンのオペラ歌手および女優として名を馳せた。ゾフィーの娘たちや孫娘たちも音楽家になった。